# Attentats de 2004 à Tachkent
Les attentats de 2004 à Tachkent sont des attentats survenus le 30 juillet 2004 lorsque trois attentats suicides ont eu lieu à Tachkent, en Ouzbékistan. Les attentats à la bombe visaient les ambassades israélienne et américaine et le bureau du procureur général d'Ouzbékistan. Deux gardes de sécurité ouzbeks ont été tués à l'ambassade d'Israël et neuf autres personnes ont été blessées.

## Attentats
Les Attentats se sont produits presque simultanément vers 17 heures. Deux ouzbeks gardant l'ambassade israélienne ont été tués lorsque le poseur de bombes s'est approché de l'entrée et a vu les gardes. L'un des gardes tués était un garde personnel de l'ambassadeur d'Israël. Sept personnes ont été blessées dans l'attentat à la bombe au bureau du procureur et deux autres à l'ambassade des États-Unis. Aucun américain ou israélien n'a été blessé lors des attaques.
Les attentats à la bombe ont eu lieu peu de temps après que quinze membres présumés d'Al-Qaïda ont été jugés pour avoir organisé une série d'attentats plus tôt en 2004 qui ont tué 47 personnes (principalement des militants) et conspiré pour renverser le gouvernement ouzbek.
L'Union du Jihad islamique (en) a revendiqué les attentats. Al-Qaïda et le Mouvement islamique d'Ouzbékistan sont également soupçonnés d'être impliqués dans les attentats.